# ساي بلانتون
ساي بلانتون (بالإنجليزية: Cy Blanton)‏ هو لاعب كرة قاعدة أمريكي، ولد في 6 يوليو 1908 في واوريكا في الولايات المتحدة، وتوفي في 13 سبتمبر 1945 في نورمان في الولايات المتحدة.

## وصلات خارجية
- ساي بلانتون على موقع دوري كرة القاعدة الرئيسي (الإنجليزية)
- ساي بلانتون على موقعبيزبول رفرنس.كوم (الدوري الرئيسي) (الإنجليزية)
- ساي بلانتون على موقعبيزبول رفرنس.كوم (الدوري الثانوي) (الإنجليزية)
- ساي بلانتون على موقع مشجعي الرسوم البيانية (الإنجليزية)